# Колодюк Андрій Вікторович
Андрій Вікторович Колодюк (25 травня 1971 року, Київ) — український підприємець, інвестор, засновник і керівний партнер венчурного фонду AVentures Capital, засновник OTT сервісу Divan.TV.
У серпні 2014 Андрій ініціював заснування UVCA (Українська Асоціація Венчурного Капіталу і Прямих Інвестицій). У листопаді 2014 року став Головою Спостережної ради Асоціації.
За рейтингами журналів «Корреспондент» та «Фокус» увійшов до списків найбагатших людей України (2007—2008 рр.). Був обраний Молодим Світовим лідером (англ. Young Global Leaders) в рамках Всесвітнього економічного форуму (WEF) у 2008.
Співавтор книги «Інформаційне суспільство. Український шлях».

## Життєпис

### Освіта
1996 року Колодюк закінчив НТУУ «Київський політехнічний інститут». З 2000 року продовжив навчання в КНУ ім. Шевченка.
2005 року захистив кандидатську дисертацію на тему «Інформаційне суспільство: сучасний стан та перспективи розвитку в Україні» за спеціальністю «Політична культура та ідеологія» в Інституті держави та права ім. Корецького НАН України.

## Кар'єра

### Підприємницька діяльність
Колодюк переїхав до Нью-Йорку 1992 року, там почав підприємницьку діяльність у сферах IT, телекомунікаційній та медіа.
У 1992—1994 рр. працював у різних торговельних та консалтингових компаніях, пізніше створив свою першу фірму — Universal Trading Enterprise.
У 1994 році Андрій Колодюк разом з іншими партнерами заснував компанію «Укрінвестком». Через рік повернувся до України. За фінансування Укрінвесткома було засновано Unitrade, в якій Колодюк обіймав посаду президента компанії впродовж 1994—1998 рр. Під егідою AVentures, восени 2003 року в трьох великих містах США пройшли роуд-шоу, на яких були представлені можливості 20 українських компаній з надання послуг по розробці програмного забезпечення.
У 2001 році в рамках реорганізації Укрінвесткома на ринку з'явилась венчурна компанія AVentures. Під егідою AVentures, восени 2003 року в трьох великих містах США пройшли роуд-шоу, на яких були представлені можливості 20 українських компаній з надання послуг по розробці програмного забезпечення.
У 2003 році Колодюк відкрив представництво Українського софтверного консорціуму (Ukrainian Software Consortium) у Кремнієвій долині. До складу представництва увійшла близько 30 українських компаній.
У 2009 році Андрій залишив компанії та заснував Divan.TV для надання послуг потокового ОТТ телебачення. У 2016 році Divan.TV став доступним на Smart.TV Philips, Samsung, LG та інших у 200 країнах світу.

### Інвестиційна діяльність
Першим венчурним проєктом Колодюка стала компанія Unitrade у 1994 р. Сума інвестицій склала 5 тис. дол.
У 2001 році Колодюк було створено венчурну компанію AVentures.
У 2012 році було запущено новий венчурний фонд AVentures Capital для інвестування в ІТ стартапи, що мають R&D в Україні та країнах Центральної Східної Європи. Фонд фокусується на інвестиціях в такі галузі як програмне забезпечення, електронна комерція, хмарні сервіси, мобільні технології, IoT і інші. Станом на 2021 рік, портфель AVentures Capital налічує 24 компанії.
У листопаді 2015 року Колодюк увійшов до Наглядової ради міжнародної компанії з розробки програмного забезпечення Ciklum після сприяння інвестиціям фонду Джорджа Сороса (Ukrainian Redevelopment Fund).
У 2022 році стартап з українськими коренями підтриманий AVentures залучив 16 млн дол. інвестицій.

### Громадська діяльність
Андрій Колодюк є прихильником ідеї, що інформаційне суспільство — це не просто філософська концепція, а стратегія розвитку держави. У 2001 році він вирішив зайнятись громадською діяльністю, ставши співзасновником та президентом Всеукраїнського Фонду «Інформаційне суспільство України», а також був його міжнародним експертом.
З липня 2003 року очолював робочу групу «Електронна Україна», яка працювала над створенням проєкту «Національна Стратегія розвитку інформаційного суспільства України». Дотримувався позиції, що створення в Україні інформаційного суспільства можливе тільки при консолідації зусиль бізнесу, влади і громадськості, про що й повідомив під час Форуму «Інформаційне суспільство України» (2005 р.). А. Колодюк є автором аналізів численних досліджень у сфері інформаційного суспільства, які опубліковані в наукових збірках та матеріалах міжнародних конференцій. Виступив одним із співавторів «Promoting Enabling Environment for Information Society Development in CIS Countries» («Сприяння сприятливому середовищу для розвитку інформаційного суспільства у країнах СНД»).
У 2014 році Андрій Колодюк стає членом експертної ради Brain Basket Foundation. Метою організації (що характеризує себе як неприбуткова, недержавна організація з професійним менеджментом та надійною репутацією) є надання прискорення освітній еко-системі в Україні та підготовка 100 000 нових ІТ спеціалістів до 2020 року. Проєкт було створено за підтримки Павла Шеремети.
У серпні 2014 Андрій ініціював заснування UVCA (Українська Асоціація Венчурного Капіталу і Прямих Інвестицій), а в листопаді 2014 року був обраний Головою Спостережної ради Асоціації. Сьогодні UVCA формує майбутній напрямок розвитку індустрії венчурних та прямих інвестицій шляхом просування інвестиційних можливостей України, представляє інтереси приватних інвесторів перед державними органами влади, поліпшує інвестиційний та діловий клімат країни.
У 2018 році під час Всесвітнього економічного форуму Колодюк став ініціатором заснування Українського Дому в Давосі, та увійшов до його організаційного комітету. Українська асоціація венчурного та приватного капіталу (UVCA) в партнерстві із Western NIS Enterprise Fund та Фондом Віктора Пінчука сприяли розвитку проєкту.

### Політична діяльність
У листопаді 2004 Колодюк був учасником Помаранчевої революції, взяв участь у марші Hi-Tech на підтримку демократії.
З 2005 до 2010 року очолював партію «Інформаційна Україна». Дотримувався позиції, що в Україні немає ефективної та скоординованої законодавчої бази для розвитку ІКТ-галузі.
Після виборів 2006 року пішов із політики. Під час Революції Гідності Колодюк був одним з організаторів ІТ намету на майдані Незалежності в Києві.

## Критика
У 2015 році працівниками МВС було вилучено 2 сервери та комп'ютерну техніку компанії Divan.tv. Причиною було оголошено заяву до Дарницького районного суду від голови Антипіратського комітету щодо транслювання російського телеканалу «HD Кино 100». Через 2 місяці компанія виграла суди, техніку було повернуто.
У 2019 році у ЗМІ поширились матеріали, що мали на меті скомпрометувати Колодюка серед колег та партнерів. У своєму Facebook він повідомив, що таким чином на нього здійснюють психологічний тиск аби захопити його бізнес в рейдерський спосіб.
Навесні того ж 2019 року до суду було подано колективний позов на Колодюка щодо повернення боргу загалом на $3,8 млн. Позивачами стали Микола Новіков та Каріне Чифталарян. Новину одразу підхопили ряд українських ЗМІ.
За словами Колодюка, він брав кошти у борг у Рубена Чифталаряна, внуком якого був один із позивачів, і повернув їх коштами, нерухомістю та корпоративними правами на активи.
Наприкінці 2021 року, Київський апеляційний суд відмовив Миколі Новікову та Каріне Чифталарян в задоволенні позову до А.Колодюка на суму $3,8 млн.
Згодом, незалежний сервіс медіамоніторингу Attack Index випустив розслідування, в якому назвав всі матеріали в ЗМІ спланованою інформаційною атакою проти Колодюка, та оцінив таку медіакампанію у 20 000 доларів США.